# Cécile Sauvage
Pour les articles homonymes, voir Sauvage (homonymie).
Cécile Sauvage est une femme de lettres et poétesse française, née à La Roche-sur-Yon (Vendée), le 20 juillet 1883 et morte à Paris le 26 août 1927.

## Biographie
Elle est née dans la maison où Napoléon Ier a été reçu, en août 1808. Avant d'être nommé à Digne, son père était professeur d'Histoire à La Roche-sur-Yon (Vendée). C'est ainsi que de 1888 à 1907, elle vécut à Digne-les-Bains, dans une maison située avenue de Verdun, où est apposée, comme à La Roche-sur-Yon, une plaque qui lui rend hommage.

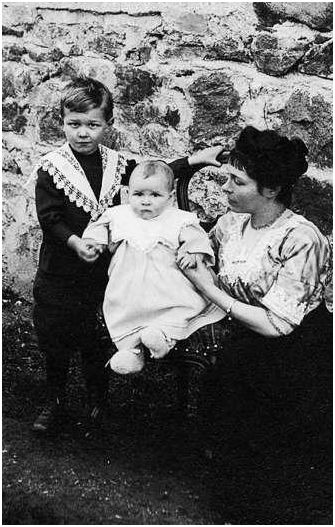
Cécile Sauvage en 1913, avec Olivier Messiaen et son frère Alain.

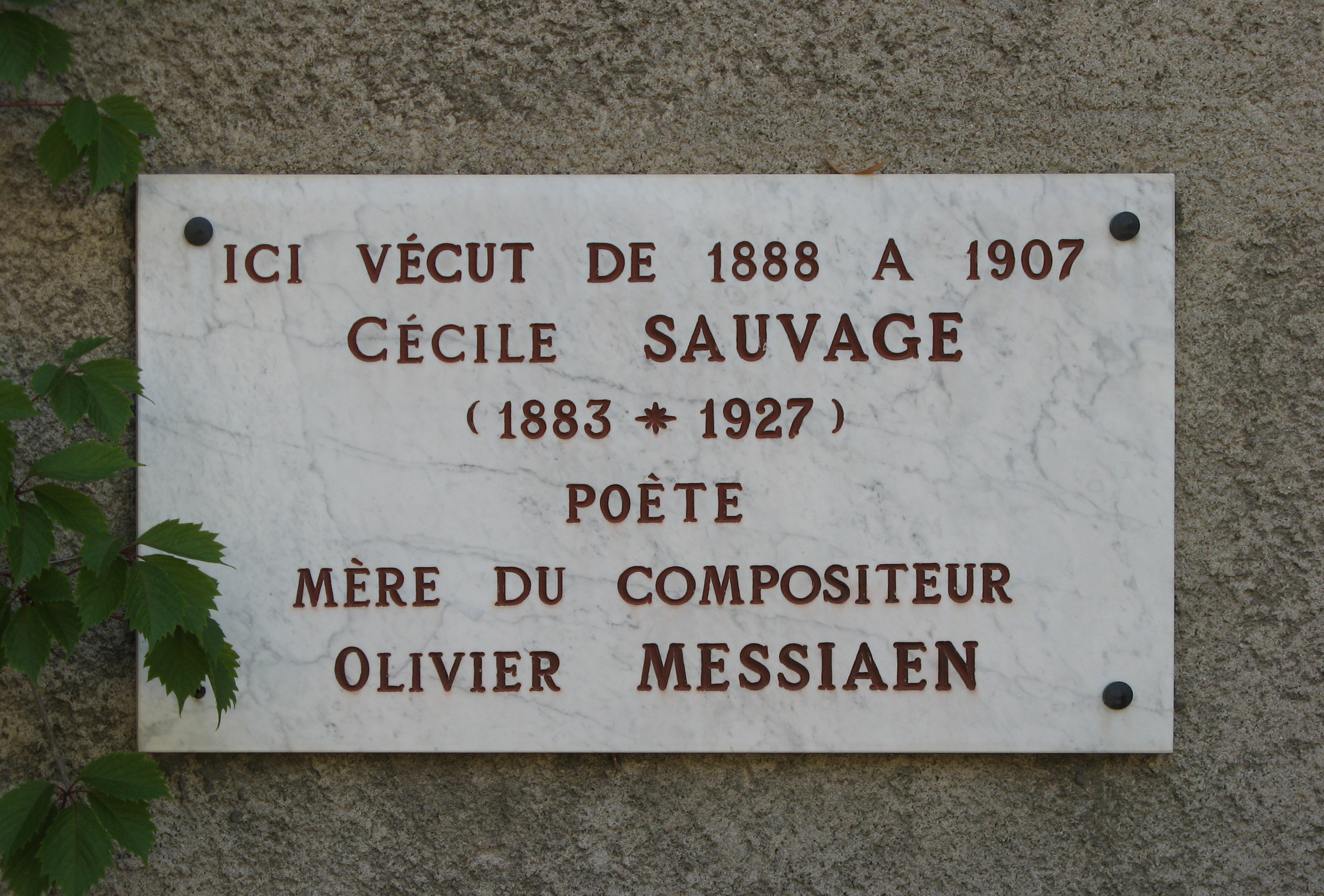
Plaque rendant hommage à la poétesse, avenue de Verdun, Digne-les-Bains (Alpes-de-Haute-Provence)

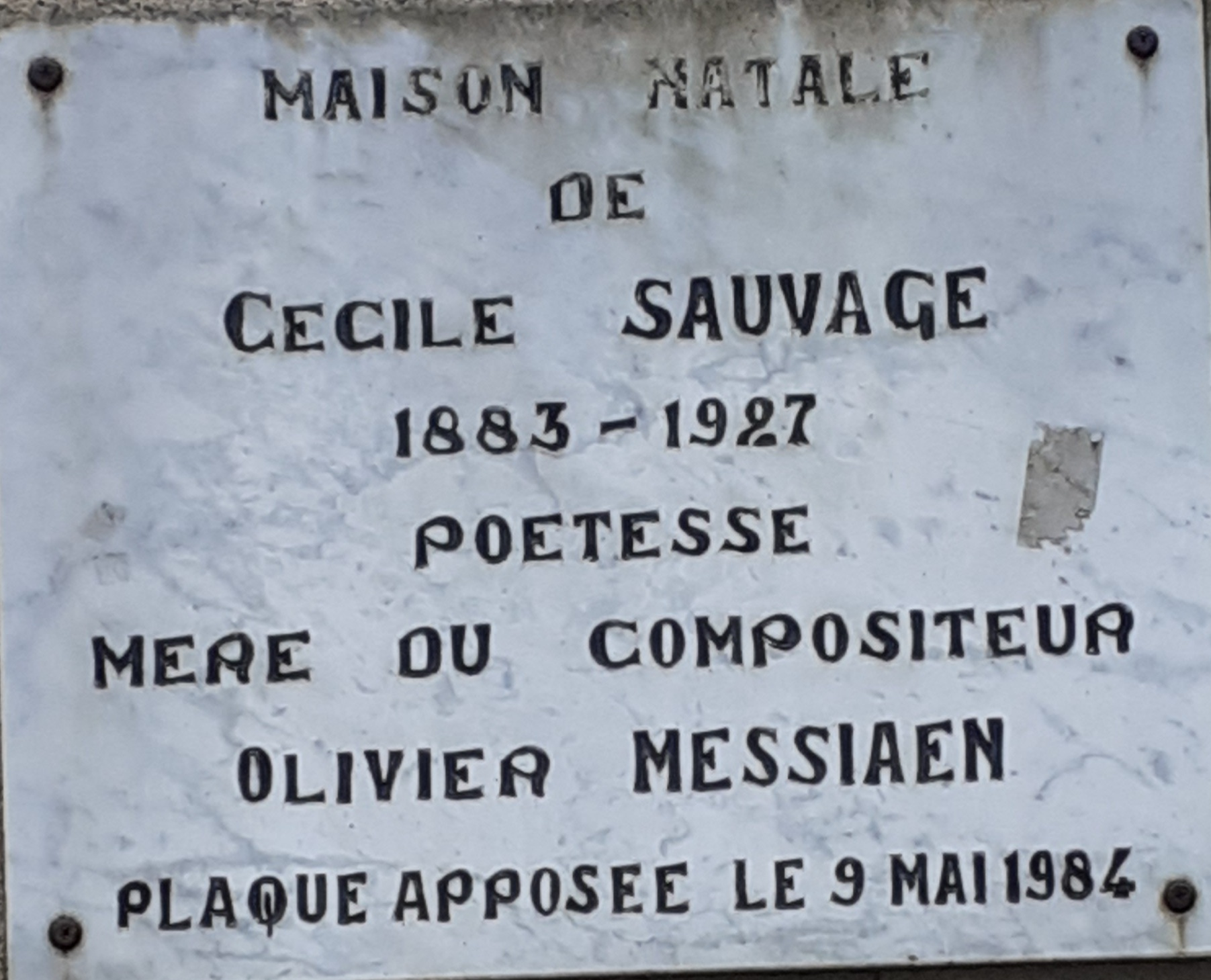
Plaque apposée sur sa maison natale à La Roche-sur-Yon (Vendée)

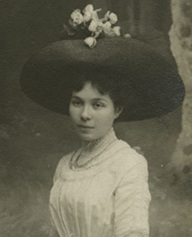
Portrait de Cécile Sauvage (poète), Musée Gassendi

Étudiante au lycée de Digne, elle envoie un manuscrit Les Trois Muses à La Revue forézienne, dont le rédacteur est Pierre Messiaen. Ils échangent une correspondance, puis se marient : « Notre mariage eut lieu le 9 septembre 1907, en l'église des Sieyes, près Digne (Basses-Alpes) ». Ils seront les parents d'Alain et d'Olivier Messiaen qu'elle éleva, selon les mots de ce dernier, dans un « univers féerique ». Le couple est uni et heureux ; Cécile dédie Primevère à son cher Pierrot, en souvenir de nos fiançailles et de notre mariage. Elle vécut la majeure partie de sa vie à Saint-Étienne[réf. nécessaire], et écrit chaque jour à sa petite table de bois blanc tachée d'encre. Elle découvre les poètes anglais, notamment Keats dont le vers La poésie de la terre ne meurt jamais semble être écrit pour illustrer la poésie de Cécile Sauvage. Elle s'installe à Grenoble avec ses fils alors que son époux part au front de la Guerre 14/18 ; puis la famille vivra à Paris, qui n'attire pas la poétesse. De santé fragile et atteinte de tuberculose, elle meurt à l'Hôtel-Dieu de Paris le 26 août 1927, dans les bras de son époux et de ses fils.
Son ami Henri Pourrat lui a consacré un ouvrage, La Veillée de novembre.

## Œuvres
- Tandis que la terre tourne, Mercure de France, 1910
- L'Âme en bourgeon, Mercure de France, 1910
- Le Vallon, poèmes, Mercure de France, 1913
- Mélancolie
- Fumée
- Primevère
- Œuvres complètes (Tandis que la terre tourne ; L'Âme en bourgeon ; Mélancolie ; Fumées ; Le Vallon ; Primevère ; Fragments ; Pensées et extraits de lettres), préface de Jean Tenant, Mercure de France, 1929
- Œuvres complètes, La Table ronde, 2002  (ISBN 2-7103-2471-7)
- Écrits d'amour, Éditions du Cerf, 2009
- Olivier Messiaen, Cécile Sauvage, Trois mélodies pour chant et piano soprano, Éditions Durand, 1930.